# 考古发掘

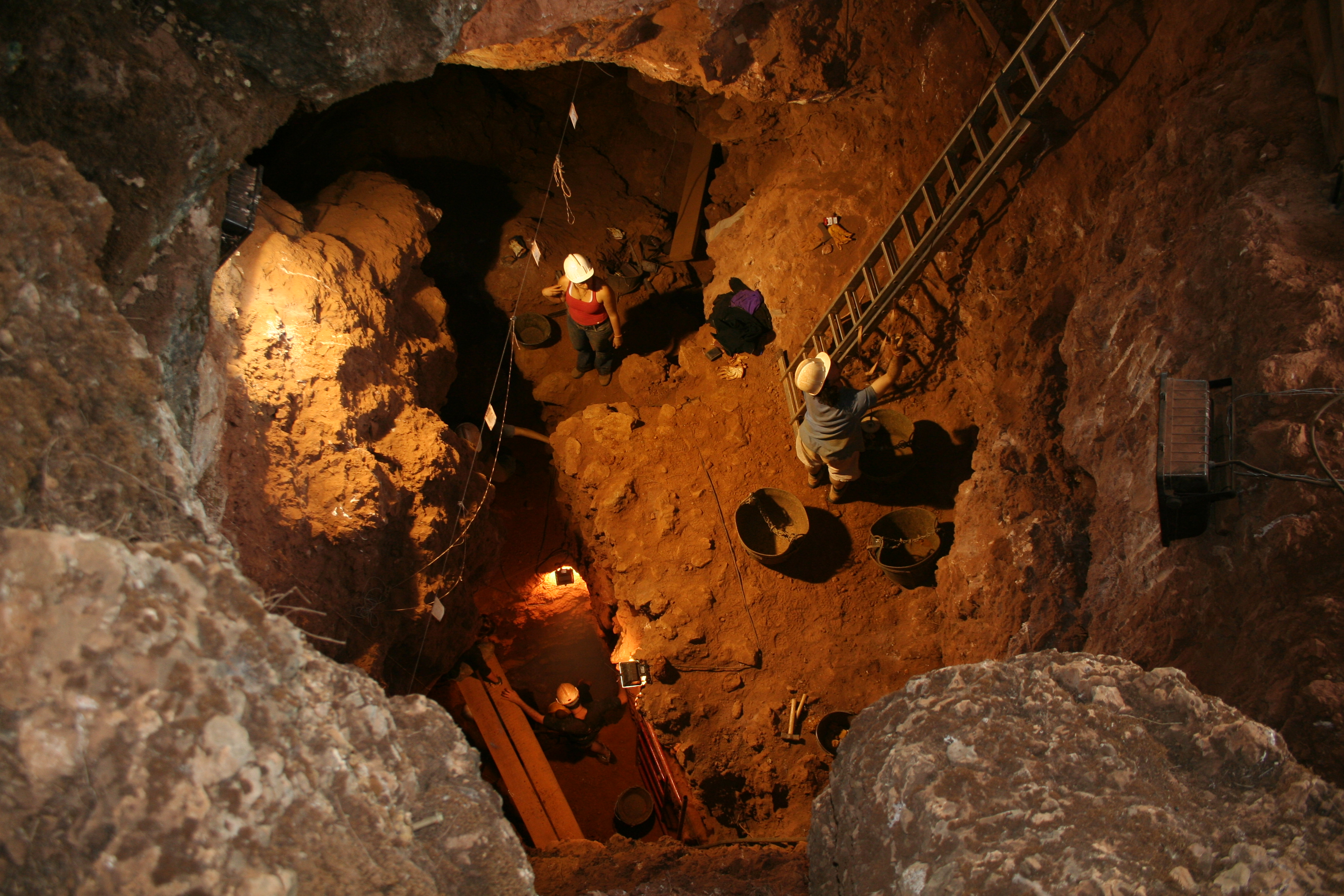
在西班牙埃斯特雷马杜拉卡塞雷斯聖安娜洞穴的考古發掘

在考古学領域，考古發掘是指讓埋葬在地下的古代遺跡（古城遺址、古墓）重見天日、记录和保存出土文物（由古人制作的可移动物品）和其他物品（动物骨骼、人類遺骸、木炭）的过程。古代遺跡以及周邊是人們重點研究的区域。考古發掘的時間可以持续几周至数年。在挖掘之前，考古人員通常通过透地雷達等手段預先勘測當地是否存在古代遺跡。 